# Grotte

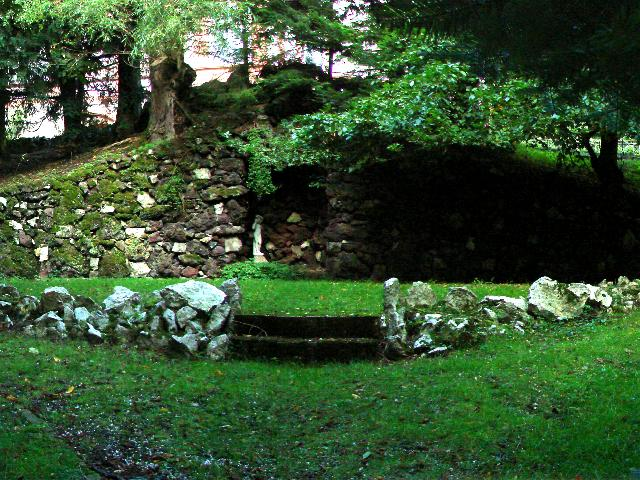
Grotte des Anwesens Villa Haas

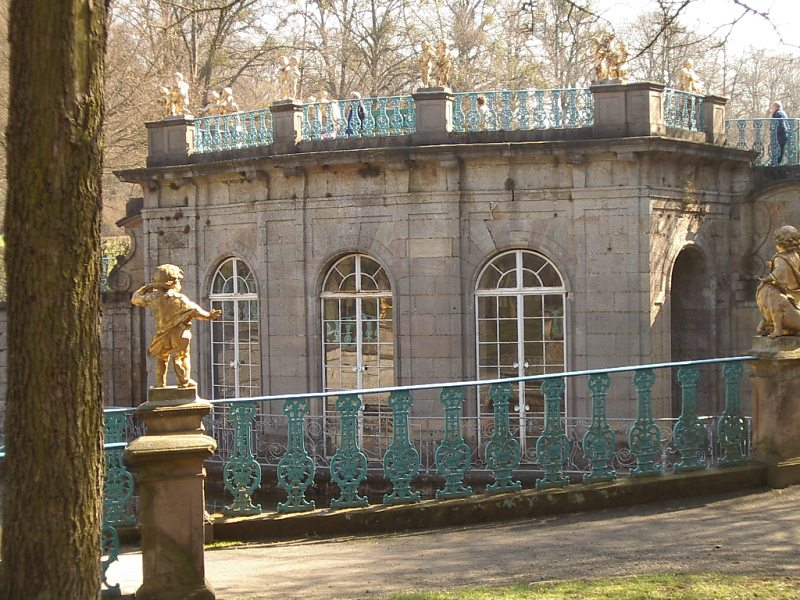
Grotte im Park von Schloss Wilhelmsthal

Eine Grotte (italienisch grotta ‚Höhle‘, später ‚Gewölbe‘) ist in der Geomorphologie ein unterirdischer Hohlraum mit mindestens einem zugänglichen horizontalen Teil, der es von einem Erdloch, einem Abgrund unterscheidet. Der Hohlraum kann natürlich oder vom Menschen geschaffen worden sein  und einen hohen Feuchtigkeitsgrad aufweisen. Natürliche Hohlräume können durch Menschen überarbeitet worden sein. Von Menschen geschaffene bzw. veränderte Grotten sind Gestaltungselemente der Gartenkunst.
Eng mit dem italienischen Wort „la grotta“ verwandt ist „il grotto“. Als Grotto wurde ursprünglich eine als Felsenkeller zur Kühlung von Lebensmitteln genutzte Höhlung bezeichnet. Besonders im schweizerischen Kanton Tessin wird eine kleine Gaststätte am Berghang heute „Grotto“ genannt.

## Wortfeld „Hohlräume in Gestein und Erdreich“
- Ein natürlicher Hohlraum wird als „Höhle“ bezeichnet.
- „Grotte“ nennt man entweder eine kleine Felsenhöhle[1] oder ein Gebäude, das eine Felsenhöhle vortäuscht.
- Ein waagerecht oder (begehbar) schräg in natürlich anstehendes Material künstlich vom Menschen gegrabener Hohlraum mit einem Ausgang ist ein Stollen.
- Tunnel sind annähernd waagerechte Hohlräume mit 2 Ausgängen.
- Ein senkrechter Hohlraum ist ein Schacht, sowohl in natürlich anstehendem Material als auch in einem Gebäude. Ein (Höhlen-)Schacht ist natürlich entstanden.

## „Grotte“ und „Höhle“
Die genaue Unterscheidung der Begriffe füllte über Jahrzehnte und auch noch geologische, speläologische und germanistische Arbeiten. Im traditionellen Sprachgebrauch bezieht sich der Begriff „Grotte“ mehr auf einzelne meist kleine Räume mit überaus reichhaltigem Inhalt (z. B. Tropfsteine, Muscheln, Versteinerungen), wogegen der Begriff „Höhle“ meist Hallen und Gänge von größerer Ausdehnung bezeichnet. In einem Höhlensystem, das im Plural traditionell als „Grotten“ bezeichnet wird, ist eine einzelne „Grotte“ eine Halle; mehrere dieser Hallen in Höhlensystemen sind durch Gänge verbunden.
Eine genaue Abgrenzung der Bedeutung der Begriffe „Grotte“ und „Höhle“ ist nicht möglich, weil es keine einheitlichen, allgemeinverbindlichen Definitionen für die Begriffe gibt. Der Verband österreichischer Höhlenforscher bezeichnet nur natürliche Hohlräume als „Höhlen“. Er empfiehlt, den Begriff „Grotte“ nicht auf solche Hohlräume zu beziehen, da „seine Definition […] meist auch künstliche Objekte beinhaltet.“ Demzufolge wird der Begriff zwar nicht „falsch“ verwendet, es stiftet aber oft Verwirrung, wenn man naturbelassene Hohlräume als „Grotten“ bezeichnet.
Trotzdem werden auch im 21. Jahrhundert naturbelassene Höhlungen gelegentlich als „Grotten“ bezeichnet (z. B. durch das Institut für Naturschutz und Naturschutzrecht Tübingen).

## Kulturgeschichte der Grotte
Natürliche Höhlen und Felsquellen galten in der Antike als Aufenthaltsort von Nymphen und anderen chthonischen Wesen. Im Hellenismus und in römischer Zeit wurden solche Heiligtümer in Form von Nymphäen architektonisch gefasst, mit Nischen und Skulpturen ausgestattet. Schon in der Römischen Kaiserzeit wurden aber auch Anlagen geschaffen, die solche mythologischen Traditionen nur noch „zitierten“ und überwiegend profanen Kunstcharakter hatten, etwa beim Nymphäum der Vorstadtthermen in Pompeji.
In der Renaissance wurden mit der Götterwelt auch die gartenkünstlerischen Elemente der Antike aufgegriffen. Schon Leon Battista Alberti (1452) empfahl, in Gärten kühle, feuchte Grotten anzulegen und im 16. bis 17. Jahrhundert gehörten Nischen an Futtermauern, Wasserkünste und mit unbehauenem Naturstein (z. B. Tuff) und Muscheln ausgekleidete Architekturen zum festen Programm größerer Gärten.
In Frankreich wurden die italienischen Vorbilder bald nachgeahmt und weiterentwickelt (Schloss Fontainebleau, Schloss Versailles). Auch im Norden gehörten die Grotten als Staffagebauten oder Follies bald zum festen Repertoire des Schlossgartens (Hortus palatinus, Münchner Residenz, Hellbrunn bei Salzburg).
Stets ist die Idee der Grotte mit dem Element Wasser verbunden; dieser Naturbezug kann durch romantisch-religiöse Begriffsinhalte erweitert werden, durch Spiegel (Giardino Giusti, Verona) und geheimnisvolles Dämmerlicht können magisch-unwirkliche Vorstellungen erzeugt werden, sie können zu mineralogischen Raritätenkabinetten ausgestaltet sein, tückische Wasserscherze im nächsten Umfeld der Grotten (Beispiel: Wasserspiele Hellbrunn) dienen zur Belustigung der Hofgesellschaft. Ebenso variantenreich wie die Typenvielfalt ist die Platzierung der Grotten. Als wilde, zerklüftete Naturimitation kann sie, an die Gartengrenze gesetzt, zur gewachsenen Landschaft überleiten, andererseits werden Grottenelemente gern in die Untergeschosse von Schlossbauten selbst integriert und bestimmen den Charakter der Gartensäle (Beispiele: Pommersfelden, Schloss Wilhelmsthal, Neues Palais in Potsdam). So ist eine Grotte entweder ein unterirdisch gebautes oder zumindest unterirdisch erscheinendes Bauwerk, oder auch ein entsprechend ausgeschmückter Pavillon als Teil der Gartenarchitektur. In Einzelfällen folgt sogar die Gestaltung der Außenfassaden dem Vorbild der Grottenarchitektur (Eremitage Bayreuth). Während die Gartentheoretiker in den frühen Jahren des 18. Jahrhunderts das Interesse an der Grottenarchitektur verloren, fanden in der Gartenpraxis die als Grottierer bezeichneten Spezialhandwerker noch bis zum Ende des Rokoko Arbeit. Für ihre Akzeptanz ist bezeichnend, dass sich seit 1730 aus den Grottenmotiven die Rocaille, das asymmetrische, muschelartige Ornament der Rokokozeit entwickelt und sich in alle Dekorationsanwendungen verbreitet.
Grotten waren auch für weniger formelle Gärten geeignet. Die von Alexander Pope geschaffene Grotte ist fast alles, was von einem der ersten Landschaftsgärten Englands in Twickenham überlebt. Pope wurde inspiriert, als er Grotten während eines Besuchs in Italien gesehen hatte. Es gibt Grotten in den Landschaftsgärten von Painshill Park, Stowe, Clandon Park und Stourhead. Scott’s Grotto ist eine Reihe von miteinander verbundenen Kammern, die sich 67 Fuß (20 Meter) in den Kreidehang am Stadtrand von Ware, Hertfordshire, erstrecken. Die im späten 18. Jahrhundert erbauten Kammern und Tunnel sind mit Muscheln, Feuersteinen und farbigen Glasstücken ausgekleidet. Die Beliebtheit von Grotten in der Romantik spiegelt sich auch in der Popularität der Fingalshöhle auf der abgelegenen Insel Staffa in den schottischen Hebriden. Auch im 19. Jahrhundert, als Matterhorn-Miniaturen und Steingärten in Mode kamen, wurden noch Grotten errichtet. In Bayern enthält Ludwigs Schloss Linderhof eine Grotte, angeregt von einer Örtlichkeit im Venusberg aus Wagners Tannhäuser.
Obwohl Grotten inzwischen weitgehend aus der Mode gefallen sind, versuchen Architekten und Künstler gelegentlich, die Grotte in zeitgenössischen Werken neu zu definieren. Zu diesen Beispielen gehören Frederick Kieslers Grotte der Meditation für neue Harmonie (1964), ARM'st postmodern Storey Hall (1995), Aranda/Lasch's Grotto Concept, (2005), Callum Moreton's Grotto pavilion (2010) und Antonino Cardillo's Grottoes series (2013–2023).
Eine weitere wichtige Gruppe von Grotten sind die Mariengrotten.
Meist gehen sie auf die Grotte von Lourdes zurück, eine ursprünglich natürliche Höhle von geringer Ausdehnung, kaum mehr als ein überhängender Fels.
Mariengrotten wurden infolge der Popularität der Grotte von Lourdes weltweit künstlich angelegt.

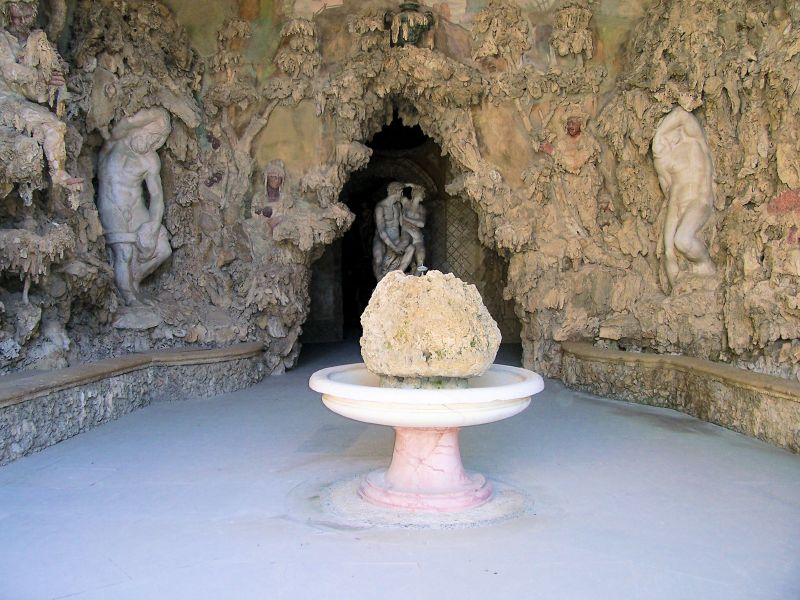
Italienische Grotte des 16. Jahrhunderts: Anlage von Bernardo Buontalenti im Boboli-Garten
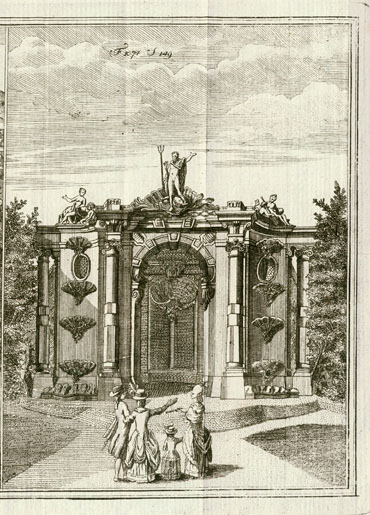
Neptungrotte im Park von Sanssouci
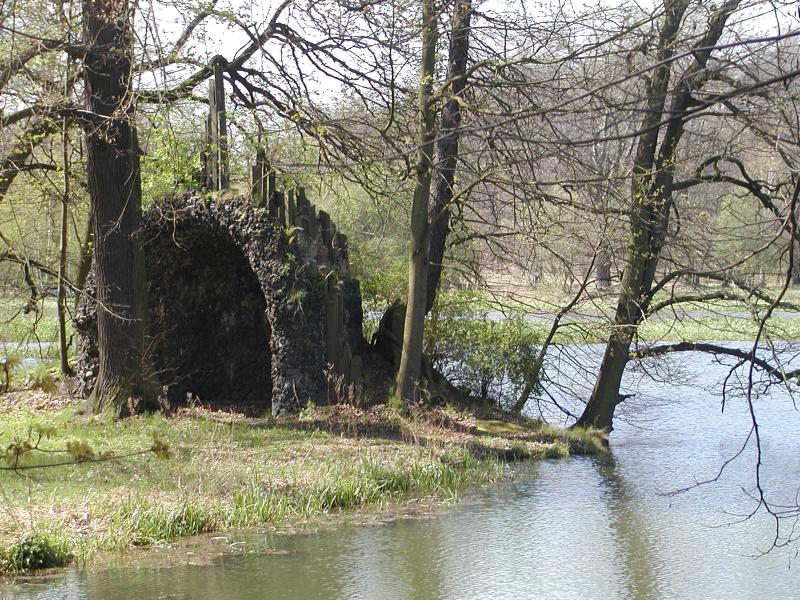
Grotte im Landschaftspark Bärwalde, nach 1875
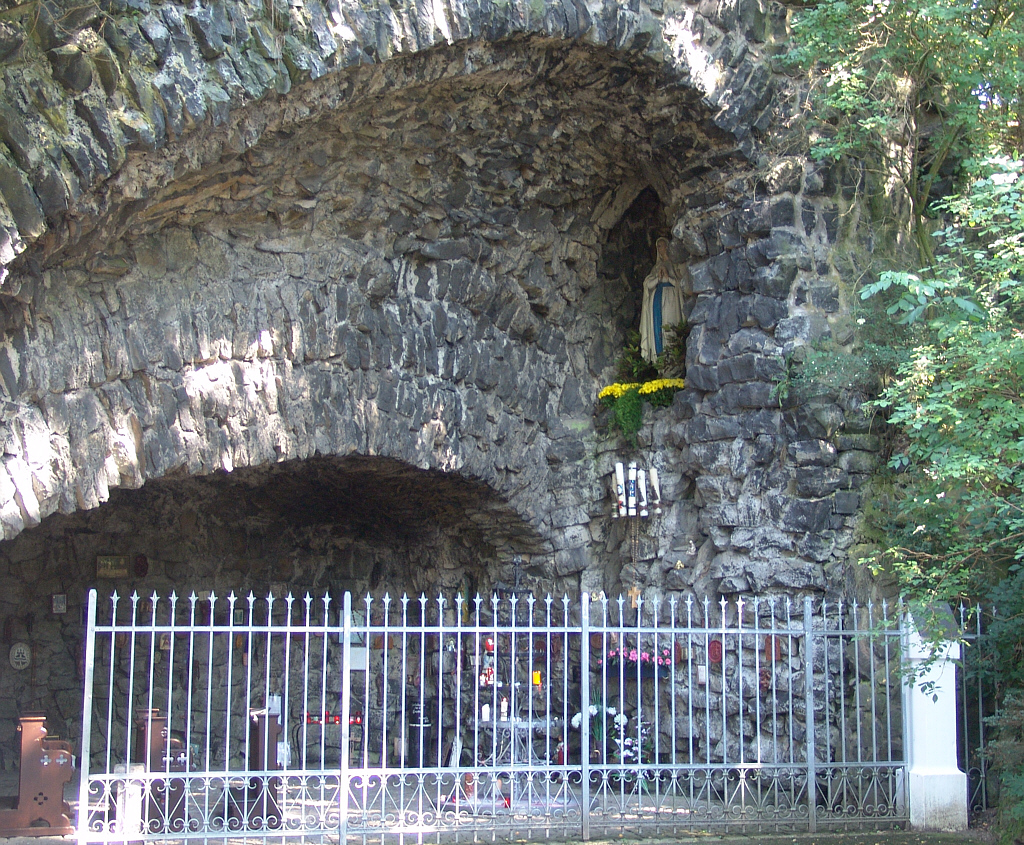
Grotte bei Waldsassen. Sie wurde der berühmten Grotte von Lourdes nachgebildet.
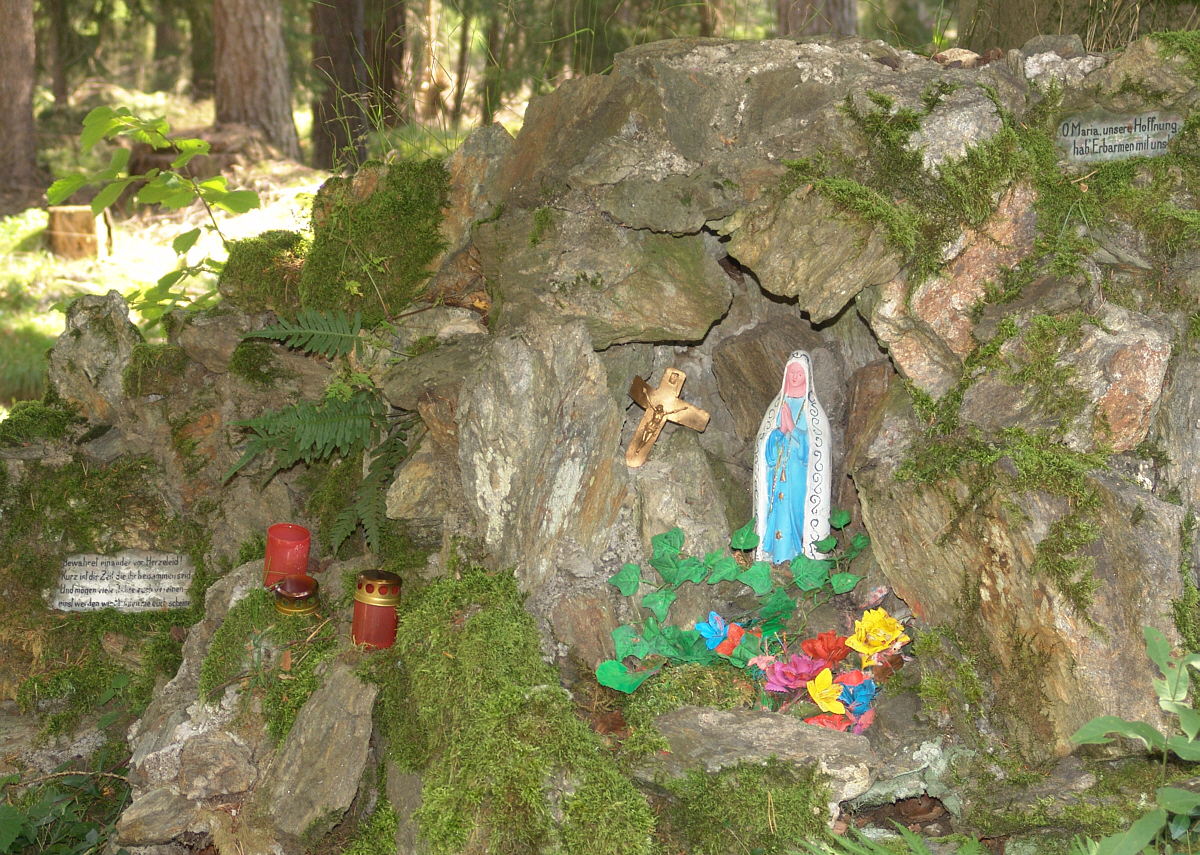
Miniatur-Grotte mit Darstellung der Madonna von Lourdes im Oberpfälzer Stiftland.
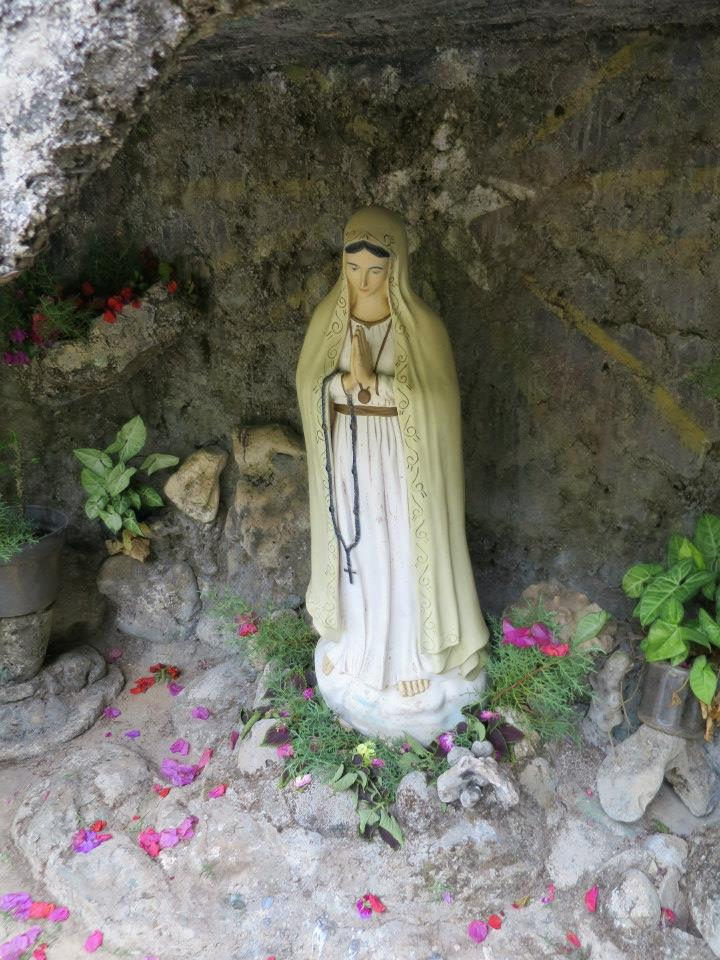
Mariengrotte in Remexio, Osttimor
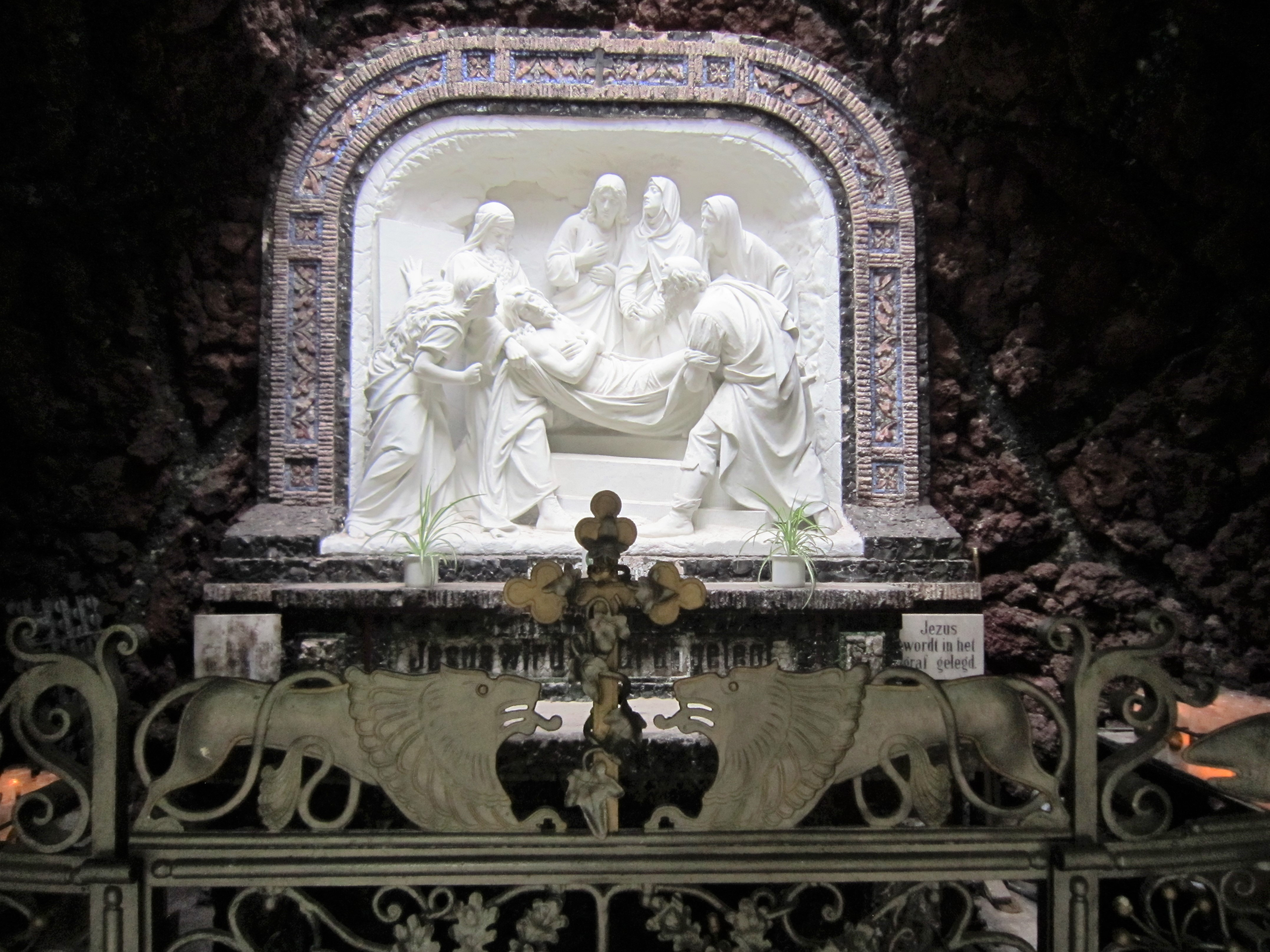
Belichtung eines Reliefs durch einen Schlitz in der Grottendecke am Kreuzweg in Park der Wallfahrtsstätte Moresnet-Chapelle (Belgien)
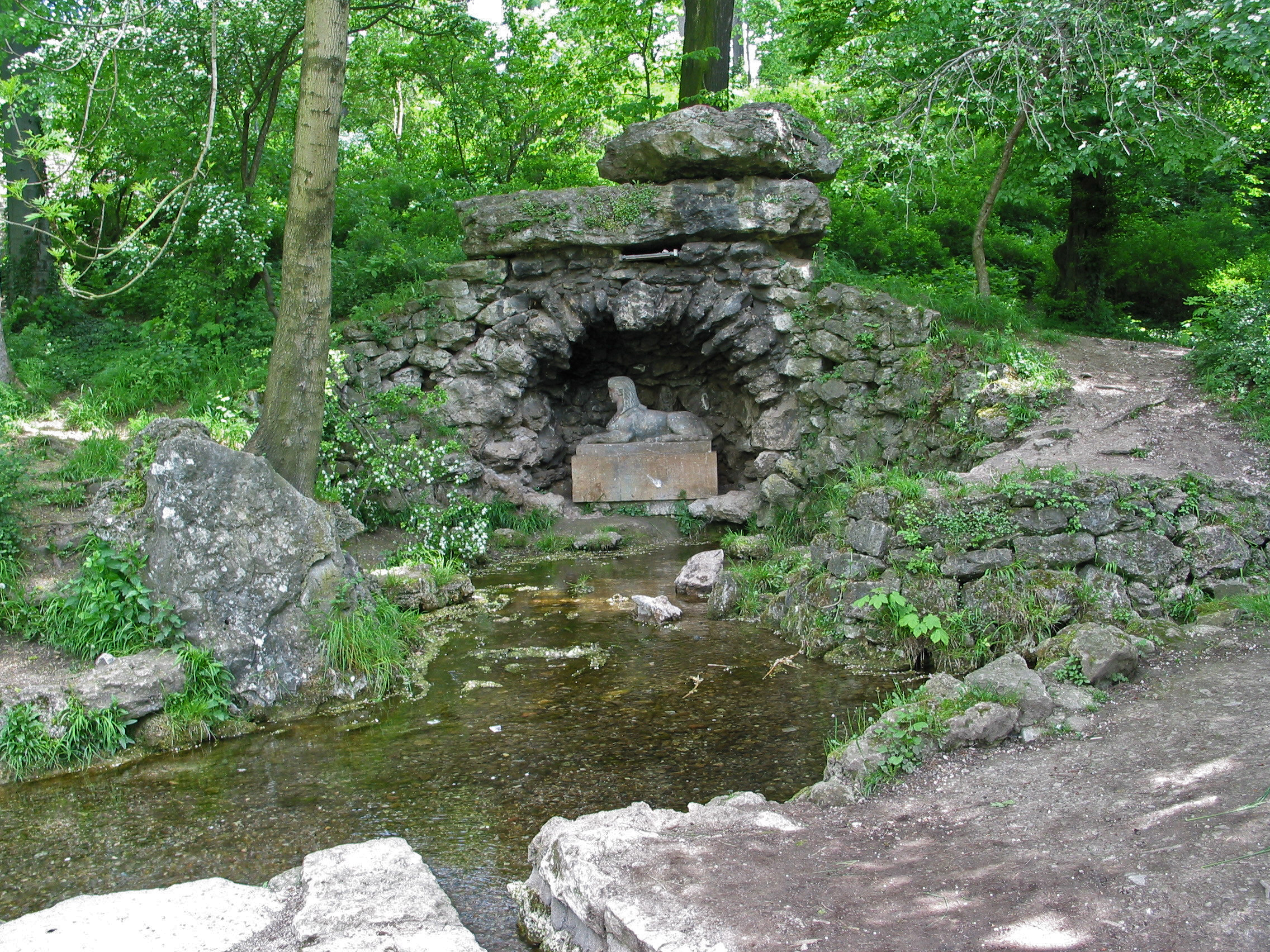
Sphinxgrotte im Park an der Ilm in Weimar
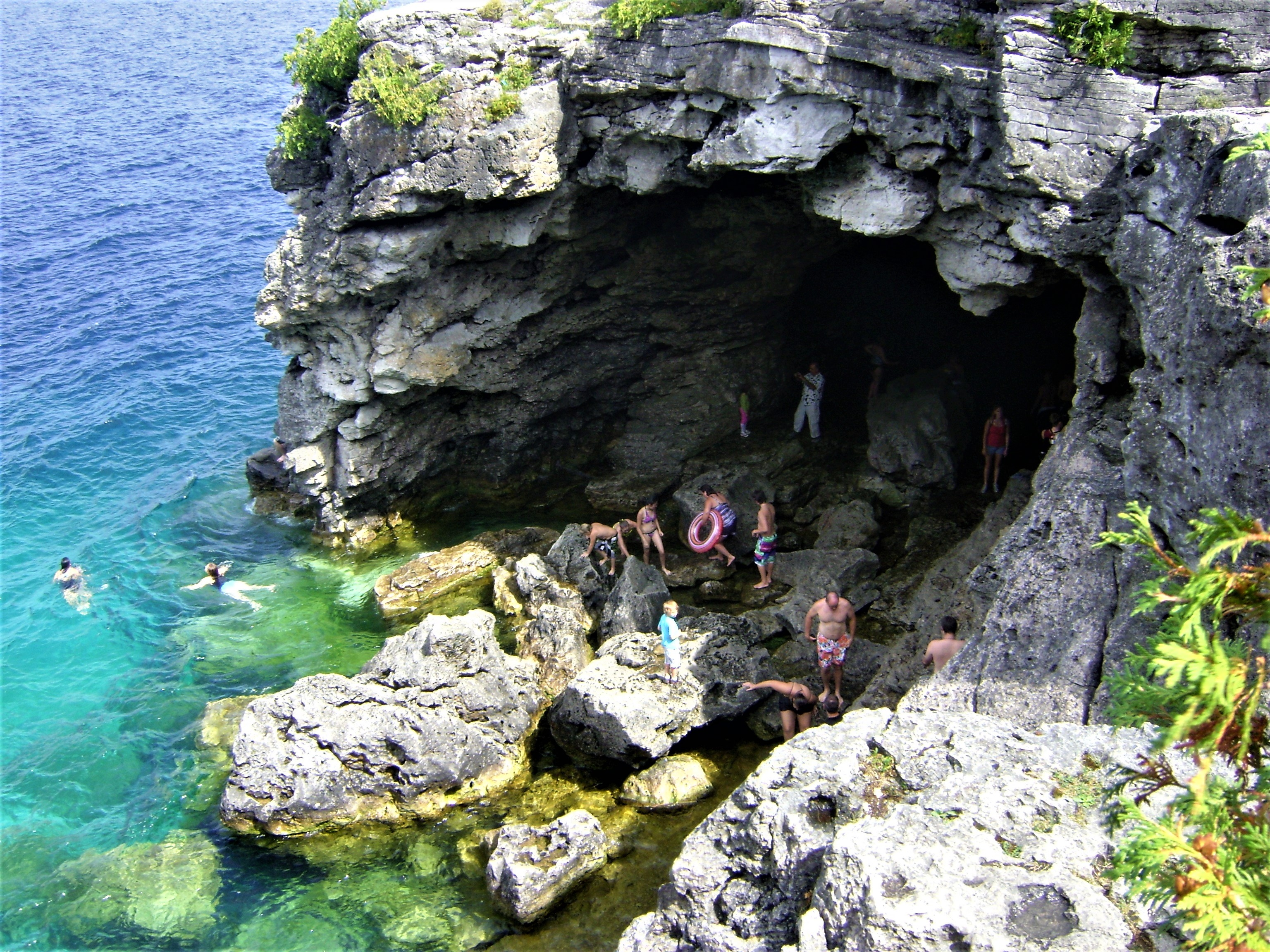
Grotte, Ontario, Kanada

## Adjektive des Typs „grottenhässlich“
Wer das Adjektiv „grottenhässlich“ benutzt, beabsichtigt damit nicht anzudeuten, dass er Grotten für hässlich hält („X ist so hässlich wie eine Grotte“). Am häufigsten anzutreffen ist die alternative Interpretation, wonach der erste Teil des Attributs auf das schwäbische bzw. pfälzische Wort „Krott“ (hochdeutsch „Kröte“) zurückzuführen sei. Attribute wie „grottenschlecht“ oder „grottenfalsch“ sind vermutlich Analogiebildungen zu dem Wort „grottenhässlich“.

## Nachweise
1. ↑  Der Duden (Rechtschreibung): Bedeutungsübersicht: „Grotte, die“
2. ↑  Lukas Plan: Speläologie Höhlenkunde. Verband österreichischer Höhlenforscher. Oktober 2007
3. ↑  Institut für Naturschutz und Naturschutzrecht: Landespflege Freiburg. „Nationale Naturmonumente“. FKZ:3510 82 3500. Endbericht (Memento des Originals vom 26. März 2016 im Internet Archive)  Info: Der Archivlink wurde automatisch eingesetzt und noch nicht geprüft. Bitte prüfe Original- und Archivlink gemäß Anleitung und entferne dann diesen Hinweis.. Januar 2014, S. 12
4. ↑   Alberti, De re aedificatoria, Buch IX,4
5. ↑  Frederick Bracher: "Pope's Grotto: The Maze of Fancy Pope's Grotto: The Maze of Fancy, in: The Huntington Library Quarterly 2. (February 1949), S. 141–162; Anthony Beckles Willson: Alexander Pope's Grotto in Twickenham in: Garden History, 26,1, 1998, S. 31–59
6. ↑  Alison Hodges: Painshill, Cobham, Surrey: The Grotto, in: Garden History 3.2 (Spring 1975), S. 23–28
7. ↑  James Turner: The Structure of Henry Hoare's Stourhead, in: The Art Bulletin 61.1 (March 1979), S. 68–77; Malcolm Kelsall: The Iconography of Stourhead, in: Journal of the Warburg and Courtauld Institutes, 46, 1983, S. 133–143; Kenneth Woodbridge: Henry Hoare's Paradise in: The Art Bulletin, 47.1 (March 1965), S. 83–116
8. ↑  What is Scott's Grotto. 13. Mai 2005, archiviert vom Original am 13. Mai 2005; abgerufen am 18. Oktober 2005.
9. ↑  Alderslade, Jessica:  An Introduction to the Grotto and Its Place within Contemporary Design, 2014
10. ↑  Antonino Cardillo: Grottoes. In: www.antoninocardillo.com. 12. Oktober 2023, abgerufen am 8. Juni 2024 (englisch).
11. ↑  Hans-Martin Gauger: Grottenfalsch ist krottenfalsch. Deutsche Akademie für Sprache und Dichtung. 15. November 2010